# لارجي رامازاني
لارجي رامازاني لاعب كرة بلجيكي يلعب لنادي ألميريا الأسباني.